# NK Don Bosco Žepče
NK Don Bosco je bosanskohercegovački nogometni klub iz Žepča.
Klub je dio Sportskog društva Katoličkog školskog centra (KŠC) Don Bosco, a osnovan je 2014. godine. Klub ima vlastitu školu nogometa s više od 200 polaznika. Trener ovoga kluba je Ivan Markanović, a bivši trener kluba je trener golmana u Latvijski klubu FK Auda, Goran Brašnić.
Klub se natječe samo s mi mlađim uzrasnim kategorijama. Predpioniri i pioniri se natječu u Kvalitetnoj ligi ZDK.